# 사카리아주

사카리아주의 위치

사카리아주(튀르키예어: Sakarya ili)는 튀르키예 북서부와 흑해 연안에 위치한 주로, 마르마라 지역에 속한다. 주도는 아다파자리이며 면적은 4,895km2, 인구는 756,168명(2007년 기준), 자동차 번호는 54번, 시외전화 지역번호는 0264번이다. 흑해로 흘러가는 사카리아강이 주내를 흐르고 있고 서쪽으로는 코자엘리주, 남쪽으로는 빌레지크주, 남동쪽으로는 볼루주, 동쪽으로는 뒤즈제주와 접하며 13개 군을 관할한다.